# Hasna Mohamed Dato
Hasna Mohamed Dato (sinh 10 tháng 11 năm 1959 ) là một chính trị gia người Djibouti và là thành viên của Nghị viện Pan-châu Phi từ Djibouti.
Dato sinh ra ở Obock và là thành viên của Hội nghị Nhân dân vì Tiến bộ (RPP). Bà đã được bầu vào Quốc hội Djibouti trong cuộc bầu cử quốc hội tháng 1 năm 2003  với tư cách là ứng cử viên thứ 35 trong danh sách ứng cử viên của Liên minh cho Liên minh đa số Tổng thống (UMP) tại Vùng Djibouti. Sau cuộc bầu cử này, bà đã được chọn làm Thư ký - Báo cáo viên của Ủy ban Hành pháp và Tổng hợp trong Quốc hội vào ngày 26 tháng 1 năm 2003.
Vào ngày 10 tháng 3 năm 2004, Dato được Quốc hội chọn là một trong năm thành viên ban đầu của Quốc hội Liên minh châu Phi.